# 고지마 이켄
고지마 이켄(일본어: 児島 惟謙 코지마 이켄[*], 1837년 3월 7일 ~ 1908년 7월 1일)는 메이지 시대의 사법관, 정치인이다. 오쓰 사건에서 대심원장으로서 "사법권의 정치로부터의 독립"을 주장하여 "법 수호의 신" (일본어: 護法の神様 고호노 가미사마[*])으로 칭송받았다. 귀족원 의원, 중의원 의원도 지냈다. 호는 덴샤엔(일본어: 天赦園), 자는 유슈(일본어: 有終)이다. 이켄이라는 이름 외에도 고레카타, 고레카네 등의 이름으로도 불렸다.

## 경력
1837년 이요국 우와지마번에서 분고 사에키 일족의 우와지마 번사 가네코 고레아키라의 차남으로서 태어났다. 생모를 여의고 다른 곳에 입양되었다가 술을 담그는 곳에 보내지게 된 후, 1865년 나가사키로 가 사카모토 료마, 고다이 도모아쓰 등과 친교를 맺었다. 1867년 자신의 번을 떠나 교토로 잠입하여 근왕파로서 활동했다. 보신 전쟁에도 참전했다.
1868년 입관하여 니가타현의 어용관 (일본어: 御用掛 고요가카리[*]), 시나가와 현 소참사 등을 거쳐 1870년 12월 사법성에 들어갔다. 나고야 재판소장 등을 지낸 뒤 1883년 오사카 공소원장이 되었으며, 1886년 간사이 법률 학교 창립에 기여하여 명예 교원이 되었다.
1891년에 대심원장에 취임하였는데, 얼마 후 오쓰 사건이 발생했다. 피고인 쓰다 산조(津田三蔵)는 대역죄로 오쓰 지방재판소에 기소되었으나, 총리대신 마쓰카타 마사요시 등 정부 측에서 대역죄 적용을 강하게 주장하여 대심원에서 이 사건을 처리하게 되었다. 이에 대해 고지마는 쓰다의 행위는 대역죄의 구성요건에 해당하지 않는다는 신념 하에 심리를 담당하는 재판장 이하의 판사 한 명을 설득했다. 결국 대심원은 쓰다의 행위에 모살미수죄를 적용하여 무기징역을 선고했다.
그러나 고지마가 이처럼 유지하고자 했던 "사법권의 독립"은 입법부나 행정부와 같은 다른 행정 부문은 재판소의 판단에 간섭할 수 없다는, 사법권의 외부로부터의 독립만을 가리키는 것은 아니었다. 재판관 한명 한명이 동료나 상관으로부터 간섭을 받는 것 또한 사법권의 독립을 침해하는 것으로, 고지마는 외부로부터의 간섭은 막았지만 결국 내부의 간섭 면에서는 스스로 사법권의 독립을 침해했다고 비판받고 있다.
1892년 6월 화투도박을 연 것으로 당시의 검사총장 마쓰오카 야스타케로부터 징계재판을 받게 되었으나, 같은 해 7월 증거 불충분으로 고소가 기각되었지만, 결국 고지마는 책임을 지고 사직했다. 사직 이후 귀족원 칙찬의원, 중의원 의원 (1898년 ~ 1902년) 등을 지냈으며, 1908년 72세의 나이로 사망했다.

## 참고 문헌
- 오사타케 다카시, 《오쓰 사건》, 이와나미 문고
- 구스 세이이치로, 《고지마 이켄》, 주코신쇼, 1997년
- 다오카 요시카즈, 《오쓰 사건의 재평가》, 유이카쿠, 1976년.

## 같이 보기
- 오쓰 사건
- 간사이 대학
- 우와지마성